# Somerby by Brigg
Somerby lub Somerby by Brigg lub Somerby by Bigby– wieś i civil parish w Anglii, w Lincolnshire, w dystrykcie West Lindsey. W 2001 roku civil parish liczyła 37 mieszkańców. Somerby jest wspomniana w Domesday Book (1086) jako Sum(m)ertebi.